# Fred Stevens
Freddy 'Fred' Stevens is een personage uit de Vlaamse ziekenhuisserie Spoed dat werd gespeeld door Marc Peeters. Hij was een vast gastpersonage in 2002 en keerde nadien nog even terug in 2003.

## Personage
Fred komt in seizoen 5 het team versterken als hulpambulancier. Cisse kan het goed vinden met zijn nieuwe collega. Met baliebediende Vanessa heeft hij ook een zeer goede vriendschapsband. Meer zelfs, de twee worden een koppel.
Wanneer Cisse te weten komt dat Fred eigenlijk getrouwd is, is hij woedend. Hij vertelt alles aan Vanessa en slaat Fred neer in de koffiekamer. Later dient Fred klacht in tegen Cisse waardoor zijn job als ambulancier op de helling komt te staan. Uiteindelijk wordt de klacht toch verworpen. Fred beslist dat hij door Cisse gedrag niet langer in het AZ kan blijven werken. Hij vraagt zijn overplaatsing naar St. Elizabeth.
Later komt Fred opnieuw werken in het AZ. Hij komt er Cisse voor korte tijd vervangen nu die samen met enkele andere collega's op stage is naar de Ardennen. Wanneer Fred bij een interventie een zwaar ongeluk krijgt, sterft de dokter die mee opgeroepen was. Fred zelf is zwaargewond maar overleeft het ongeval. De familie van de overledene daagt Fred echter voor de rechtbank. Mede door Cisse wordt hij vrijgesproken.
Op de begrafenis van Cisse vertelt hij aan Vanessa dat hij spijt heeft dat hij nooit meer waardering heeft getoond voor de inzet van Cisse tijdens zijn proces.

### Vertrek
Na de begrafenis van Cisse komt Fred nog zelden in beeld. De laatste aflevering waarin hij te zien is, is Het Congres, waar Vanessa hem volgt naar het hotel waar het congres doorgaat. Ze vermoedt dat hij haar bedriegt met een andere vrouw. Dit blijkt echter niet zo te zijn.

## Familie
- Vanessa Meurant